# 班本島
9°15′N 79°18′E / 9.25°N 79.3°E
班本島（英語：Pamban Island）是印度的島嶼，位於馬納灣和保克海峽之間的海域，又稱羅美斯瓦倫島(Rameswaram Island)，由泰米爾納德邦負責管轄，長30公里、寬9公里，最高點海拔高度10米。2011年人口82,682，與印度內陸以鐵路及公路班本橋連接。